# Spirkenwälder Innergamp
Spirkenwälder Innergamp este o arie protejată (arie specială de conservare — SAC, sit de importanță comunitară — SCI) din Austria întinsă pe o suprafață de 43,87 ha, integral pe uscat.

## Localizare
Centrul sitului Spirkenwälder Innergamp este situat la coordonatele 47°09′29″N 9°38′48″E / 47.1581°N 9.6468°E.

## Înființare
Situl Spirkenwälder Innergamp a fost declarat sit de importanță comunitară în februarie 2002 pentru a proteja 2 specii de animale. Situl a fost protejat și ca arie specială de conservare în august 2003.

## Biodiversitate
Situată în ecoregiunea alpină, aria protejată conține 3 habitate naturale: Tufărișuri cu Pinus mugo și Rhododendron hirsutum (Mugo-Rhododendretum hirsuti), Pante stâncoase calcaroase cu vegetație casmofită, Păduri montane și subalpine de Pinus uncinata (* dezvoltate pe substrat gipsos sau calcaros).
La baza desemnării sitului se află mai multe specii protejate de  păsări (2): ciocănitoare de munte (Picoides tridactylus), cocoșul de mesteacăn (Tetrao tetrix tetrix).
Pe lângă speciile protejate, pe teritoriul sitului au mai fost identificate 1 specie de mamifere, 2 specii de reptile.